# New Family Structures Study
New Family Structures Study – kontrowersyjne badanie naukowe autorstwa socjologa Marka Regnerusa, wskazujące, że dzieci wzrastające w rodzinach homoseksualnych rozwijają się gorzej od potomstwa par heteroseksualnych. Zostało uznane za wadliwe od strony metodologicznej przez szereg naukowców i organizacji naukowych, m.in. Amerykańskie Towarzystwo Psychologiczne, Amerykańskie Towarzystwo Psychiatryczne i Amerykańskie Towarzystwo Socjologiczne.

## Wyniki badania
Latem 2012 roku na łamach periodyku „Social Science Research” ukazała się praca badawcza pt. How Different Are the Adult Children of Parents Who Have Same-Sex Relationships? Findings from the New Family Structures Study autorstwa Marka Regnerusa, socjologa z Uniwersytetu Teksańskiego w Austin. Badanie przeprowadzono na losowo dobranej, reprezentatywnej dla amerykańskiej populacji próbie liczącej 2988 osób w wieku od 18 do 39 lat. Na podstawie udzielonych odpowiedzi uczestników przydzielono do 8 typów rodzin: stabilnych rodzin biologicznych, rodzin adopcyjnych, rodzin samotnie wychowujących dzieci, rodzin późno rozwiedzionych rodziców, rodzin przybranych, rodzin lesbijskich matek, rodzin gejowskich ojców i pozostałych rodzin. 175 respondentów zadeklarowało, że ich matka w trakcie ich dzieciństwa doświadczyła związku z osobą tej samej płci, a 73 osoby odpowiedziały analogicznie na temat swojego ojca.

### Dzieci lesbijskich matek
W 25 z 40 wskaźników wystąpiły istotne statystycznie różnice pomiędzy dorosłymi dziećmi ze stabilnych złożonych z biologicznej matki i ojca rodzin a dorosłymi dziećmi z rodzin, w których matka żyła w związku lesbijskim. Potomstwo lesbijskich matek:

- częściej żyło w związku kohabitacyjnym
- częściej otrzymywało zasiłek w trakcie dorastania
- częściej aktualnie korzystało z pomocy społecznej
- rzadziej pracowało w pełnym wymiarze czasu pracy
- częściej pozostawało bezrobotne
- rzadziej głosowało w ostatnich wyborach prezydenckich
- rzadziej identyfikowało się jako całkowicie heteroseksualne
- częściej zdradzało małżonka/partnera
- częściej było dotykane seksualnie przez rodzica/dorosłego
- częściej było zmuszane do seksu wbrew własnej woli
- cechowało się niższym poziomem wykształcenia
- rzadziej określało swoje przywiązanie do rodziny pochodzenia jako bezpieczne
- gorzej oceniało wpływ rodziny pochodzenia
- gorzej oceniało swoje zdrowie fizyczne
- charakteryzowało się wyższym wskaźnikiem depresji
- gorzej wypadało w jednej ze skal przywiązania (zależności)
- miało niższy poziom dochodów w gospodarstwie domowym
- częściej doświadczało problemów w obecnym związku
- częściej używało marihuany
- częściej paliło papierosy
- częściej oglądało telewizję
- częściej było aresztowane
- częściej przyznawało się popełnienia poważniejszych przestępstw
- miało więcej partnerek seksualnych (w przypadku córek)
- miało więcej męskich partnerów seksualnych (w przypadku córek).

Po uwzględnieniu zmiennych kontrolnych istotne statystycznie różnice wystąpiły w 24 spośród 40 wskaźników. W porównaniu z poprzednią analizą różnice dotyczące frekwencji wyborczej podczas ostatnich wyborów prezydenckich, oceny zdrowia fizycznego, poziomu dochodów w gospodarstwie domowym, problemów w obecnym związku okazały się nieistotne statycznie. Pojawiły się natomiast 3 nowe różnice. Dzieci lesbijskich matek:
- częściej ostatnio lub obecnie korzystały z terapii
- częściej zarażały się chorobami przenoszonymi drogą płciową
- miały więcej męskich partnerów seksualnych (w przypadku synów).

### Dzieci gejowskich ojców
W przypadku dorosłych dzieci wychowywanych przez ojca, który żył związku gejowskim, w 11 z 40 wskaźników wystąpiły istotne statystycznie różnice pomiędzy nimi a dorosłym potomstwem ze stabilnych złożonych z biologicznej matki i ojca rodzin. Dzieci gejowskich ojców:

- częściej otrzymywały zasiłek w trakcie dorastania
- cechowały się niższym poziomem wykształcenia
- rzadziej określały swoje przywiązanie do rodziny pochodzenia jako bezpieczne
- gorzej oceniały wpływ rodziny pochodzenia
- charakteryzowały się słabszym przywiązaniem do biologicznej matki
- cechowały się wyższym wskaźnikiem depresji
- gorzej oceniały jakość obecnego związku
- częściej doświadczały problemów w obecnym związku
- częściej były aresztowane
- miały więcej partnerek seksualnych (w przypadku córek)
- miały więcej męskich partnerów seksualnych (w przypadku córek).

Po uwzględnieniu zmiennych kontrolnych istotne statystycznie różnice wystąpiły w 19 spośród 40 wskaźników. Pojawiło się 8 dodatkowych różnic. Potomstwo gejowskich ojców:

- częściej głosowało w ostatnich wyborach prezydenckich
- częściej myślało o samobójstwie w ostatnim czasie
- rzadziej identyfikowało się jako całkowicie heteroseksualne
- częściej zarażało się chorobami przenoszonymi drogą płciową
- częściej było zmuszane do seksu wbrew własnej woli
- częściej paliło papierosy
- częściej przyznawało się popełnienia poważniejszych przestępstw
- miało więcej męskich partnerów seksualnych (w przypadku synów).

### Konkluzje i uwagi Regnerusa
Według Regnerusa w świetle rezultatów New Family Structures Study należy odrzucić empiryczne twierdzenie o braku znaczących różnic między dziećmi z rodzin różnopłciowych a jednopłciowych. Ale zastrzegł, że badanie nie rozstrzyga, kto był sprawcą przemocy seksualnej. Zaznaczył również, że jego badanie nie sugeruje, że przyczyną gorszych wyników dzieci wychowywanych w homoseksualnych rodzinach jest orientacja seksualna lub zachowania seksualne rodziców. Jako możliwe czynniki wymienił: brak społecznego wsparcia dla rodziców, ekspozycję na stres wynikający z trwałej stygmatyzacji i małe lub żadne zabezpieczenie prawne relacji rodzicielskiej bądź związku z partnerem. Ponadto zadeklarował, że intencją jego pracy nie było ani podważanie, ani potwierdzanie żadnych praw dotyczących małżeństwa.

## Krytyka

### Proces recenzji, metodologia i konflikt interesów
Publikacja wywołała kontrowersje w środowisku naukowym. Metodologia badania i proces jego recenzji naukowej były szeroko krytykowane przez naukowców. Wśród części krytyków pojawiły się także oskarżenia pod adresem autora pracy, jej recenzentów i fundatorów o zawiązanie prawicowego spisku oraz wezwania do reformy procedury recenzowania prac naukowych. Niektórzy akademicy stanęli w obronie badania, twierdząc m.in., że choć nie jest ono wolne od niedoskonałości, przewyższa pod względem metodologicznym wcześniejsze badania nad rodzicielstwem związków jednopłciowych. Według nich Regnerus sprzeniewierzył się poprawności politycznej i stał się ofiarą nagonki politycznej.
Ponad 200 badaczy i uczonych podpisało się pod listem do redakcji czasopisma „Social Science Research”, w którym zakwestionowali nadzwyczajnie szybki proces recenzji naukowej publikacji jako niekompleksowy i nierygorystyczny, a metodologię badania i interpretację jego wyników uznali na niewłaściwe. Natomiast pod listem w obronie publikacji Regnerusa podpisało się 27 naukowców, którzy podkreślali, że w przeciwieństwie do większości poprzednich badań New Family Structures Study przeprowadzono na dużej, losowej i reprezentatywnej próbie.
Darren Sherkat, socjolog z Southern Illinois University Carbondale, na wniosek redaktora naczelnego „Social Science Research” przeprowadził audyt wewnętrzny w czasopiśmie, który nie wykazał rażących naruszeń procedur redakcyjnych. Zdaniem Sherkata badanie Regnerusa zawierało poważne błędy metodologiczne i nie powinno zostać opublikowane, ale procedura recenzowania naukowego została zachowana, mimo że recenzenci nie wykonali swojego zadania w rzetelny sposób.
Szereg organizacji naukowych uznało badanie Regnerusa za wadliwe od strony metodologicznej i niedające żadnych podstaw do wyciągania wniosków na temat wychowywania dzieci przez pary jednopłciowe. Należą do nich: Amerykańskie Towarzystwo Psychologiczne, Amerykańskie Towarzystwo Psychiatryczne, Amerykańskie Towarzystwo Socjologiczne, Amerykańskie Towarzystwo Medyczne, Amerykańskie Towarzystwo Psychoanalityczne, Amerykańskie Towarzystwo Terapii Małżeńskiej i Rodzinnej, amerykańskie Narodowe Stowarzyszenie Pracowników Socjalnych, Amerykańska Akademia Pediatryczna i Amerykańska Akademia Lekarzy Rodzinnych.
New Family Structures Study zostało skrytykowane za:
- określenie rodzica jako homoseksualnego na podstawie odpowiedzi respondenta na pytanie, czy od jego urodzenia do 18. roku życia lub usamodzielnienia któryś z jego rodziców wszedł w romantyczny związek z osobą tej samej płci
- sklasyfikowanie do grupy dzieci wychowywanych przez pary jednopłciowe licznej części dzieci, które nigdy nie wzrastały w gospodarstwie domowym prowadzonym przez parę homoseksualną (około połowa dzieci zaliczonych do potomstwa lesbijskich matek w ogóle nie żyła w takim gospodarstwie domowym)
- brak potwierdzenia, czy rodzice skategoryzowani jako gejowscy ojcowie i lesbijskie matki mieli orientację homoseksualną albo czy określali się jako geje lub lesbijki
- brak weryfikacji, czy związek rodzica z osobą tej samej płci faktycznie istniał, czy stanowił ciągłą, epizodyczną lub jednorazową relację
- zaliczenie do rodzin lesbijskich matek i gejowskich ojców respondentów, którzy prawdopodobnie w większości pasowali także do innych typów rodzin
- nieuwzględnienie niestabilności rodzinnej w analizie, porównanie dzieci z rodzin sklasyfikowanych jako homoseksualne, które doświadczyły rozstania lub rozwodu rodziców, śmierci rodzica, opieki zastępczej albo innej formy niestabilności, z potomstwem ze stabilnych rodzin heteroseksualnych
- możliwy błąd doboru próby i błąd odtwarzania przeszłości (respondenci, którzy mieli negatywne wspomnienie dzieciństwa, mogli częściej przypominać sobie pozamałżeńskie romanse rodziców, a w szczególności romanse z osobą tej samej płci)
- wątpliwą jakość danych panelu badawczego
- brak informacji o brakujących danych, wartościach skrajnych, przedziałach ufności, błędach standardowych i poziomie realizacji próby
- błędy w tabelach.

Krytycy poruszyli też kwestię konfliktu interesów. Dwóm z trzech recenzentów pracy Regnerusa wypomniano bycie płatnymi konsultantami badania. Z kolei Regnerusowi wytknięto konserwatywny światopogląd, finansowanie jego badania przez dwie konserwatywne organizacje: Witherspoon Institute i Bradley Foundation oraz że jeden z recenzentów, Bradford Wilcox, podczas konsultacji pełnił kierowniczą funkcję w Witherspoon Institute, co stoi w sprzeczności z oświadczeniem socjologa, że „źródła finansowania nie grały żadnej roli w projektowaniu lub przeprowadzeniu badania, analizach, interpretacji danych czy przygotowaniu tego manuskryptu”.
Pod wpływem krytyki Regnerus uznał, że rodziców sklasyfikowanych jako lesbijskie matki i gejowscy ojcowie powinien skategoryzować jako matki w związkach lesbijskich i ojców w związkach gejowskich. Na sformułowany przez Sherkata zarzut o wątpliwej jakości danych panelu badawczego, odpowiedział, że panel organizacji Knowledge Networks stanowi wysokiej jakości źródło danych, które wykorzystywane jest w setkach artykułów naukowych. Stwierdził też, że niestabilność rodzinna przez nietrwałość związku może być kluczowym mechanizmem łączącym rodziny jednopłciowe z relatywnie gorszymi wynikami i dlatego nie można jej traktować jako zmiennej kontrolnej. Przyznał także, że wśród uczestników badania jedynie dwie osoby były wychowywane przez parę lesbijską nieprzerwanie od urodzenia do 18. roku życia. Ponadto uwzględniając część zarzutów, socjolog dokonał reanalizy danych. Wykazała ona 20 istotnych statystycznie różnic między dziećmi matek w związkach lesbijskich, które mieszkały przez pewien czas z partnerką matki, a potomstwem ze stabilnych rodzin biologicznych. Identyczna liczba różnić wystąpiła w przypadku dzieci matek w związkach lesbijskich, które nigdy nie mieszkały z partnerką matki. Po uwzględnieniu zmiennych kontrolnych w pierwszym przypadku liczba różnic wyniosła 21, a w drugim – 19. Między potomstwem ojców w związku gejowskim a dziećmi ze stabilnych rodzin biologicznych wystąpiło 9 istotnych statystycznie różnic, a po uwzględnieniu zmiennych kontrolnych – 12. Według Amerykańskiego Towarzystwa Socjologicznego powtórna analiza Regnerusa „nie rozwiązuje problemów obecnych w pierwotnej analizie i zawiera wiele tych samych mankamentów”.

### Zarzuty nierzetelności naukowej i naruszenia zasad etycznych
Wkrótce po opublikowaniu badania działacz gejowski Scott Rosenweig oskarżył Regnerusa o nierzetelność naukową i wezwał Uniwersytet Teksański w Austin do przeprowadzenia śledztwa w tej sprawie. Po przeprowadzeniu dochodzenia uczelnia odrzuciła zarzut jako bezpodstawny.
Dwa lata później, w 2014 roku, na wniosek dziekana College of Liberal Arts Uniwersytetu Teksańskiego w Austin Mark Musick, socjolog z tejże uczelni, sporządził raport dotyczący kwestii metodologicznych i etycznych New Family Structures Study. W konkluzjach raportu stwierdził, że badanie jest fundamentalnie wadliwe, a jego autor prawdopodobnie dopuścił się naruszenia zasad etycznych Amerykańskiego Towarzystwa Socjologicznego i możliwe, że dopuścił się również nierzetelności naukowej według kryteriów Uniwersytetu Teksańskiego w Austin.

## Replikacje
Od listopada 2012 roku dane New Family Structures Study są dostępne w zbiorze Inter-university Consortium for Political and Social Research Uniwersytetu Michigan, co umożliwia naukowcom weryfikację i replikację badania.

### Reanaliza Chenga i Powella
Simon Cheng, socjolog z Uniwersytetu Connecticut i Brian Powell, socjolog z Uniwersytetu Indiany, jako pierwsi dokonali replikacji badania, reanalizując dane Regnerusa. Po skorygowaniu możliwych błędów klasyfikacji liczba istotnych statystycznie różnic między dziećmi lesbijskich matek a potomstwem ze stabilnych rodzin biologicznych spadła z 24 do 6. W przypadku dzieci gejowskich ojców liczba ta zmniejszyła się z 19 do 3. 
Potomstwo lesbijskich matek:
- częściej otrzymywało zasiłek w trakcie dorastania
- rzadziej identyfikowało się jako całkowicie heteroseksualne
- częściej zdradzało małżonka/partnera
- rzadziej określało swoje przywiązanie do rodziny pochodzenia jako bezpieczne
- częściej było aresztowane
- częściej przyznawało się popełnienia poważniejszych przestępstw.

Gdy z analizy usunięto 1 lub 2 przypadki, trzy ostatnie różnice stały się nieistotne statystycznie.
Natomiast dzieci gejowskich ojców:
- częściej otrzymywały zasiłek w trakcie dorastania,
- miały więcej męskich partnerów seksualnych (w przypadku córek)
- miały więcej partnerek seksualnych (w przypadku synów).

Gdy analizę ograniczono tylko do przypadków dzieci wychowywanych przez pary jednopłciowe przez co najmniej rok, 4 zmienne wykazały istotne statystycznie różnice. Potomstwo te:
- częściej otrzymywało zasiłek w trakcie dorastania
- rzadziej identyfikowało się jako całkowicie heteroseksualne
- częściej pozostawało w związku homoseksualnym
- rzadziej określało swoje przywiązanie do rodziny pochodzenia jako bezpieczne.

Według Chenga i Powella wskaźnik dotyczący otrzymywania zasiłku w trakcie dorastania powinien być zmienną kontrolną, a identyfikacja heteroseksualna lub homoseksualna nie powinna być uważana za korzystny lub niekorzystny wskaźnik. W ich opinii również bycie w związku z osobą tej samej płci nie należy traktować negatywnie i niejasne jest, w jakim zakresie różnica w liczbie partnerów seksualnych oznacza wadę lub zaletę. Reanaliza została opublikowana w „Social Science Research” w 2015 roku.

### Reanaliza Rosenfelda
W 2015 roku ukazała się kolejna replikacja. Jej autor, Michael Rosenfeld, socjolog z Uniwersytetu Stanforda, powtórzył badanie Regnerusa w zakresie analizy danych, uwzględniając niestabilność rodzinną w analizie. Większość pierwotnych różnic między dziećmi z rodzin homoseksualnych a potomstwem ze stabilnych rodzin biologicznych stała się nieistotna statystycznie. 
W przypadku dzieci lesbijskich matek jedynie 2 różnice okazały się istotne statystycznie: rzadsza identyfikacja wyłącznie heteroseksualna i większa liczba partnerek seksualnych wśród córek. 
W przypadku potomstwa gejowskich ojców liczba istotnych statystycznie różnic wyniosła 5:
- częstsze myśli samobójcze w ostatnim czasie
- wyższy wskaźnik depresji
- częstsze występowanie chorób wenerycznych
- większa liczba partnerek seksualnych wśród córek
- wyższa partycypacja w ostatnich wyborach prezydenckich.

Lata dzieciństwa spędzone w rodzinie tworzonej przez parę jednopłciową powiązano z:
- częstszym otrzymywaniem zasiłku w trakcie dorastania
- częstszym pozostawaniem bezrobotnym
- rzadszą identyfikacją wyłącznie heteroseksualną
- rzadszą oceną swojego przywiązania do rodziny pochodzenia jako bezpiecznego.

Po kontroli niestabilności rodzinnej i statusu socjoekonomicznego rodziny pochodzenia lata dzieciństwa spędzone w rodzinie homoseksualnej korelowały tylko z 2 zmiennymi: pozytywnie z oceną jakości obecnego związku i negatywnie z oceną swojego przywiązania do rodziny pochodzenia jako bezpiecznego.

## Wykorzystanie publikacji w sądach i legislaturze w USA
Publikacja Regnerusa była cytowana w sprawach sądowych dotyczących małżeństw jednopłciowych. Jego praca była także cytowana w stanowych legislaturach przeciw prawom osób LGBT. Na kontrowersyjne badanie powoływały się zarówno organizacje przeciwne prawom osób LGBT (m.in. Konferencja Episkopatu USA czy Południowa Konwencja Baptystów), jak i sam jego autor. Mimo deklaracji, że intencją jego pracy nie było ani podważanie, ani potwierdzanie żadnych praw dotyczących małżeństwa Regnerus zeznawał w sądzie w Michigan i przed stanową legislaturą w Hawajach jako ekspert przeciwko legalizacji małżeństw homoseksualnych, był także współautorem opinii amici curiae przesłanych do Sądu Najwyższego Stanów Zjednoczonych w sprawach dotyczących tychże małżeństw. W 2012 roku sąd federalny na Hawajach utrzymał w mocy stanowy zakaz zawierania małżeństw między osobami tej samej płci, powołując się na badanie socjologa. W 2014 roku sąd federalny w Michigan w sprawie DeBoer v. Snyder uznał zeznania Regnerusa za „całkowicie niewiarygodne i niewarte poważnego rozważania”. Sąd orzekł wtedy o niekonstytucyjności stanowego zakazu małżeństw homoseksualnych. Od poglądów i działalności socjologa odcięły się College of Liberal Arts i Wydział Socjologii Uniwersytetu Teksańskiego w Austin, a prokurator generalny Utah wycofał się z cytowania przed sądem pracy Regnerusa w obronie konstytucyjności stanowego zakazu małżeństw jednopłciowych.

## Międzynarodowe wykorzystanie badania
Badanie Regnerusa było cytowane w Rosji w uzasadnieniach ustaw zakazujących „propagandy homoseksualnej” i adopcji rosyjskich dzieci przez pary tej samej płci i osoby z państw, w których zalegalizowano małżeństwa jednopłciowe oraz w uzasadnieniu wycofanego projektu ustawy, która pozwoliłaby na zabieranie dzieci osobom LGBT. Na publikację socjologa powoływały się również organizacje przeciwne równości małżeńskiej w różnych państwach, m.in. we Francji podczas debaty nad legalizacją małżeństw osób tej samej płci i w Chorwacji podczas kampanii na rzecz przeprowadzenia referendum w sprawie wpisania do Konstytucji zakazu małżeństw homoseksualnych.